# Эспланада

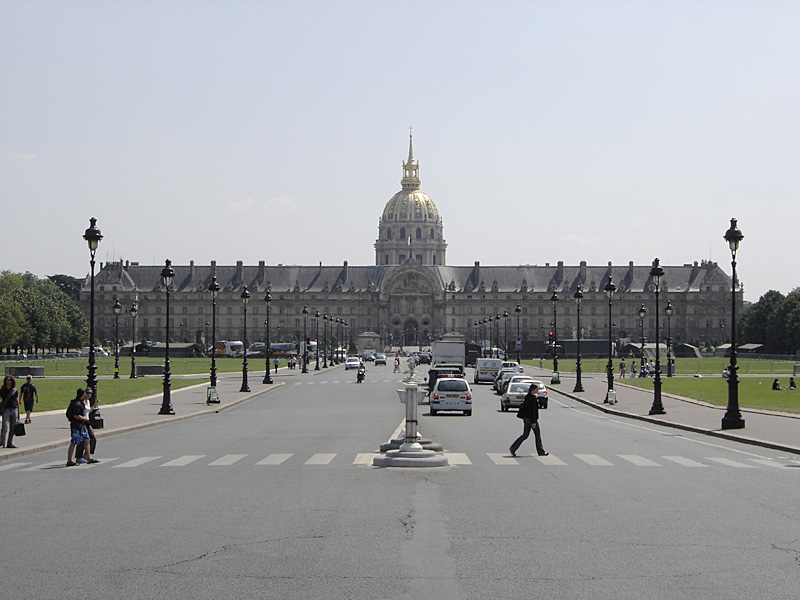
Эспланада Инвалидов, Париж

Эспланада (фр. esplanade от лат. explanare «выравнивать») — широкое открытое пространство перед крепостью. Чтобы затруднить нападение на крепость, пространство перед ней оставляли открытым, вырубая все деревья и запрещая строить дома. Из-за этого войска противника не могли приблизиться к крепости незамеченными или укрыться от обстрела.
В настоящее время имеет следующие значения:
- Незастроенное пространство между крепостными или городскими стенами и ближайшими городскими строениями.
- Открытое место, площадь перед большим зданием[2].
- Широкая улица с аллеями посередине.